# Edouard Myin
Edwardus Cornelius Raymundus Myin, detto Edouard (Anversa, 28 settembre 1863 – Bruges, 7 marzo 1931), è stato un tiratore a segno belga.
Partecipò alle Olimpiadi di Parigi 1900 in cinque differenti gare di tiro senza riuscire a conquistare alcuna medaglia.